# Yoro-shima
Yoro-shima (与路島) est une île du Sud-Ouest du Japon au nord d'Okinawa, d'une superficie de 9,48 km2 et d'une population de 140 personnes.
Elle fait partie de l'archipel des îles Ryūkyū et des îles Amami. Administrativement, elle dépend du bourg de Setouchi, district d'Ōshima, dans la préfecture de Kagoshima.
On y parle l'amami du Sud qui fait partie des langues ryukyu.